# مته-ماریت نروژ
مِتِه-ماریت نروژ (به نروژی: Mette-Marit av Norge) (زاده ۱۹ اوت ۱۹۷۳) همسر هاکون، ولیعهد نروژ است. او از خانواده‌ای غیر اشرافی است و پیش از نامزدی با هاکون در سال ۲۰۰۰ به تنهایی سرپرستی یک فرزندش را به عهده داشت. به همین دلیل نامزدی او و ولیعهد نروژ در ابتدا خبری جنجالی بود.
مته-ماریت در کریستیان‌ساند متولد شد. پدر او روزنامه‌نگار بیکار و مادرش کارمند بانک بود. پدر و مادر او بعداً از یکدیگر جدا شدند و هرکدام مجدداً ازدواج کرد. اعلام خبر نامزدی او با هاکون، واکنش عمومی و رسانه‌ای منفی به دنبال داشت. منتقدین این انتخاب به تحصیلات کم، روابط پیشین مته-ماریت با بزهکاران و حضورش در گروه‌هایی با دسترسی آسان به مواد مخدر اشاره می‌کردند. مته-ماریت همچنین از رابطه قبلی خود با فردی با سابقه محکومیت مرتبط با مواد مخدر فرزند پسری دارد که در آن زمان سرپرستی وی را به تنهایی برعهده داشت.
مته-ماریت و هاکون در ۲۵ اوت ۲۰۰۱ در کلیسای جامع اسلو ازدواج کردند و بعد از ازدواج عنوان والاحضرت سلطنتی به مته-ماریت اعطا شد. این زوج دو فرزند به نام‌های اینگرید الکساندرا و سوِرّه مگنوس دارند که به ترتیب در سال‌های ۲۰۰۴ و ۲۰۰۵ متولد شده‌اند.